# Saint-Aubin-de-Terregatte
Saint-Aubin-de-Terregatte és un municipi francès situat al departament de la Manche i a la regió de Normandia. L'any 2007 tenia 711 habitants.

## Demografia

### Població
El 2007 la població de fet de Saint-Aubin-de-Terregatte era de 711 persones. Hi havia 293 famílies de les quals 80 eren unipersonals (25 homes vivint sols i 55 dones vivint soles), 117 parelles sense fills, 88 parelles amb fills i 8 famílies monoparentals amb fills.
La població ha evolucionat segons el següent gràfic:
Habitants censats

### Habitatges
El 2007 hi havia 374 habitatges, 299 eren l'habitatge principal de la família, 44 eren segones residències i 32 estaven desocupats. 352 eren cases i 14 eren apartaments. Dels 299 habitatges principals, 190 estaven ocupats pels seus propietaris, 94 estaven llogats i ocupats pels llogaters i 15 estaven cedits a títol gratuït; 1 tenia una cambra, 18 en tenien dues, 60 en tenien tres, 81 en tenien quatre i 139 en tenien cinc o més. 227 habitatges disposaven pel capbaix d'una plaça de pàrquing. A 123 habitatges hi havia un automòbil i a 140 n'hi havia dos o més.

### Piràmide de població
La piràmide de població per edats i sexe el 2009 era:
| Homes | Edats   | Dones |
| ----- | ------- | ----- |
| 0     | 95 o +  | 0     |
| 0     | 90 a 94 | 4     |
| 0     | 85 a 89 | 0     |
| 8     | 80 a 84 | 0     |
| 4     | 75 a 79 | 24    |
| 24    | 70 a 74 | 16    |
| 32    | 65 a 69 | 36    |
| 12    | 60 a 64 | 24    |
| 4     | 55 a 59 | 20    |
| 12    | 50 a 54 | 12    |
| 20    | 45 a 49 | 16    |
| 16    | 40 a 44 | 8     |
| 36    | 35 a 39 | 32    |
| 4     | 30 a 34 | 16    |
| 24    | 25 a 29 | 20    |
| 12    | 20 a 24 | 0     |
| 20    | 15 a 19 | 12    |
| 8     | 10 a 14 | 28    |
| 20    | 5 a 9   | 20    |
| 12    | 0 a 4   | 8     |

## Economia
El 2007 la població en edat de treballar era de 401 persones, 310 eren actives i 91 eren inactives. De les 310 persones actives 287 estaven ocupades (161 homes i 126 dones) i 23 estaven aturades (10 homes i 13 dones). De les 91 persones inactives 41 estaven jubilades, 30 estaven estudiant i 20 estaven classificades com a «altres inactius».

### Ingressos
El 2009 a Saint-Aubin-de-Terregatte hi havia 288 unitats fiscals que integraven 686 persones, la mediana anual d'ingressos fiscals per persona era de 15.079 €.

### Activitats econòmiques
Dels 24 establiments que hi havia el 2007, 2 eren d'empreses alimentàries, 6 d'empreses de construcció, 3 d'empreses de comerç i reparació d'automòbils, 3 d'empreses d'hostatgeria i restauració, 1 d'una empresa financera, 1 d'una empresa immobiliària, 6 d'empreses de serveis i 2 d'empreses classificades com a «altres activitats de serveis».
Dels 9 establiments de servei als particulars que hi havia el 2009, 1 era una oficina bancària, 1 taller de reparació d'automòbils i de material agrícola, 1 paleta, 1 guixaire pintor, 2 fusteries, 1 lampisteria, 1 perruqueria i 1 restaurant.
L'any 2000 a Saint-Aubin-de-Terregatte hi havia 75 explotacions agrícoles que ocupaven un total de 1.677 hectàrees.

## Equipaments sanitaris i escolars
El 2009 hi havia una escola elemental integrada dins d'un grup escolar amb les comunes properes formant una escola dispersa.

## Poblacions més properes
El següent diagrama mostra les poblacions més properes.